# Isophysis tasmanica
Genre
Espèce
Synonymes
- *Hewardia tasmanica Hook.

Isophysis tasmanica est une espèce de plantes à fleurs du genre Isophysis et de la famille des Iridaceae. C'est une plante herbacée endémique en Tasmanie. Elle est monotypique dans son genre et sa sous-famille.
Elle pousse dans les landes sur les sols sablonneux de l'ouest de la Tasmanie. Elle a des fleurs en étoile pourpres ou jaunes avec des tépales recourbés. Un trait caractéristique de cette espèce est son ovaire supère, qui la distingue de tous les autres membres des Iridaceae.
Le nom du genre est dérivé du grec iso, signifiant « égal », et physis, qui signifie « vessie »